# Tears of the Sun (soundtrack)
Tears of the Sun is de originele soundtrack van de film met dezelfde naam, gecomponeerd door Hans Zimmer. Het album werd uitgebracht op 18 maart 2003 door Varèse Sarabande.
De filmmuziek werd grotendeels uitgevoegd het Hollywood Studio Symphony begeleid door Bruce Fowler in combinatie met Afrikaanse muziek waarbij instrumenten als een darboeka, kalimba, kora en een elektrische viool zijn gebruikt. Het vocale gedeelte in de filmmuziek werd uitgevoerd door Lisa Gerrard en Lebo M. De muziek werd opgenomen in de opnamestudio 20th Century Fox Neman Scoring Stage, Remote Control Productions en Sony Pictures Studios. Additioneel muziek werd gecomponeerd door James Dooley, Lisa Gerrard, Steve Jablonsky, Lebo M, Heitor Pereira, Martin Tillman en Andreas Vollenweider.

## Solisten
- Ali Tavallali - Darboeka
- Heitor Pereira - Gitaar, Kalimba
- Hugh Marsh - Elektrische viool
- Martin Tillman - Elektrische viool
- Andreas Vollenweider - Kora

## Nummers
| Nr. | Titel                                                            | Duur |
| --- | ---------------------------------------------------------------- | ---- |
| 1   | Yekeleni Part I / Mia's Lullabye                                 | 2:35 |
| 2   | Heart Of Darkness                                                | 2:01 |
| 3   | Small Piece For Doumbek And Strings / Kopano Part I              | 8:55 |
| 4   | Under The Forest Calm                                            | 1:07 |
| 5   | Yekeleni Part II / Carnage                                       | 7:55 |
| 6   | Kopano Part II                                                   | 2:25 |
| 7   | Night                                                            | 2:34 |
| 8   | Cry In Silence                                                   | 2:04 |
| 9   | The Jablonsky Variations On A Theme By HZ / Cameroon Border Post | 8:42 |
| 10  | The Journey / Kopano Part III                                    | 8:17 |